# Titus Dugović

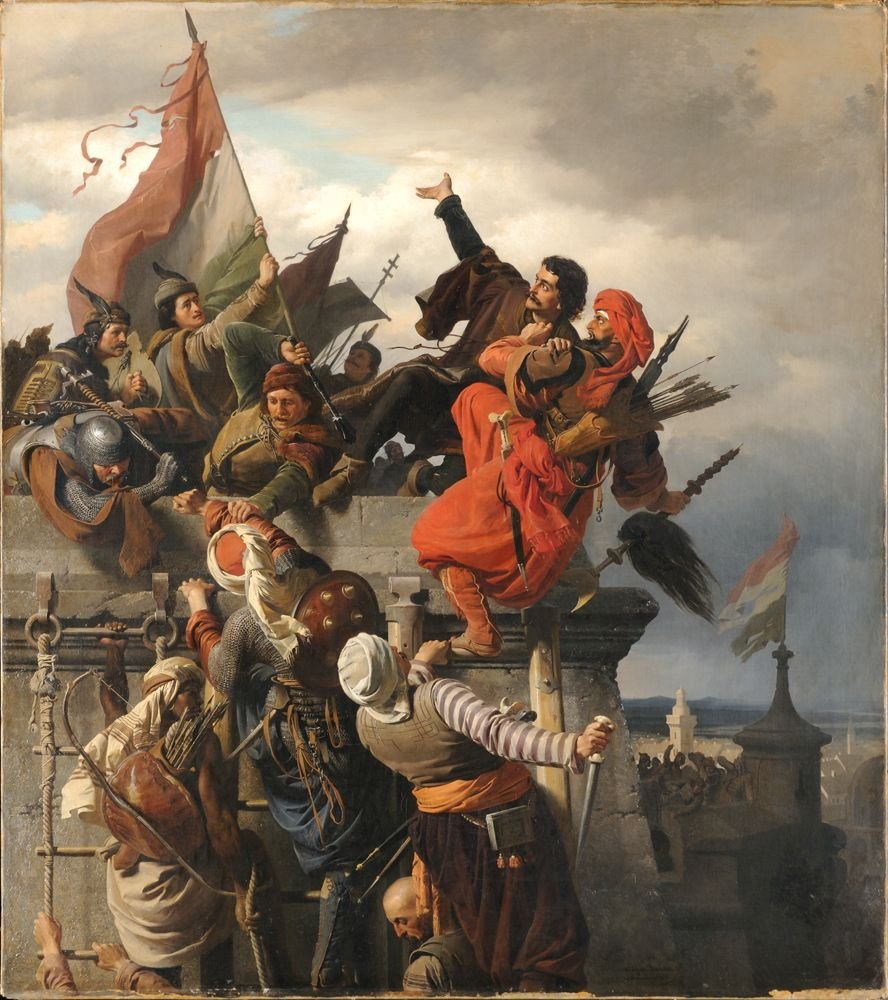
Titus Dugović opfert sich von Sándor Wagner (1859), Thema Belagerung Belgrads durch die Osmanen 1456

Titus Dugović oder Tito Dugović (kyr. Титус/Тито Дуговић, ungarisch: Titusz Dugovics; * ?; † 21. Juli 1456 in Belgrad) war ein serbischer Soldat, der zur Zeit der Belagerung Belgrads durch die Osmanen in Belgrad stationiert war. Er wurde nach seinem Tod und der erfolgreichen Verteidigung Belgrads nach dem Zurückschlagen der Osmanen zum Helden erhoben.
Belgrad stand zu seiner Zeit unter dem Kommando von János Hunyadi. Vom 4. bis zum 22. Juli 1456 belagerte Sultan Mehmet II. Belgrad. Nach vorausgegangenen heftigen Schlachten griffen osmanische Truppen am 21. Juli 1456 die Stadtmauern Belgrads an. Einem Janitscharen gelang es, wie die Legende erzählt, einen Gefechtsturm zu erklimmen und das osmanische Banner zu hissen, als dieser im selben Moment vom Soldaten Dugović niedergeworfen wurde. Dabei stürzte sich Dugović mit dem osmanischen Fahnenträger in die Tiefe und verhinderte so das Aufstellen des Banners.
Die heroische Tat blieb im Zusammenhang mit dem Zurückschlagen der Osmanen den Verteidigern Belgrads in Erinnerung. 1859, zur Zeit des fortlaufenden Machtverlusts des osmanischen Reiches in Südosteuropa, griff der ungarische Maler Sándor Wagner die Legende auf und hielt die Szene des Sturzes von Dugović und dem osmanischen Fahnenträger auf Öl fest.
Josip Broz soll sich nach Titus Dugović seinen Decknamen Tito gegeben haben, als die KPJ in Jugoslawien verboten war.